# Ramón Carreras Pons
Ramón Carreras Pons (La Junquera, 2 de febrero de 1893-Córdoba, 1971) fue un maestro y político español.

## Biografía
Fue catedrático de Matemáticas en la Escuela Normal de Magisterio de Córdoba y  miembro activo de la masonería cordobesa a través de la Logia Turdetania. Fue diputado provincial por el distrito electoral de Córdoba ciudad en la última corporación provincial del reinado de Alfonso XIII que presidió Miguel de Cañas Vallejo.
Fue Presidente de la Comisión Directora interina de la Diputación Provincial de Córdoba, nombrada tras proclamarse la Segunda República, por un tiempo breve: desde el 15 de abril al 2 de mayo de 1931. Con posterioridad fue diputado en las Cortes Constituyentes en representación de Córdoba por el Partido Republicano Radical, comisario general de Cataluña entre octubre de 1933 y enero de 1935 y, como hombre de confianza de Portela Valladares, gobernador civil de Sevilla (20 a 31 de diciembre de 1935) y de Zaragoza (2 de enero a 22 de febrero de 1936).
Ramón Carreras permaneció en Cataluña durante la Guerra Civil. A su conclusión fue encarcelado en La Junquera el 15 de junio de 1939 por la dictadura franquista. Cuatro días después fue trasladado a Córdoba donde permaneció hasta ser enviado a la prisión de Gerona en agosto de 1941, siendo condenado por pertenencia a la masonería. Una vez excarcelado se le privó de su cátedra. Cuando salió de prisión se dedicó a la docencia particular en varias academias de Córdoba hasta su fallecimiento.